# Biagio di Monluc
Biagio di Monluc, o Blaise de Lasseran- Massencome (Saint-Puy, 1502 – Estillac, 26 giugno 1577), è stato un generale e scrittore francese.

## Biografia
Signore di Monluc, discendente da famiglia nobile e numerosa, ma ormai in decadenza, Biagio di Monluc per necessità e per vocazione si arruolò in giovane età nell'esercito francese prendendo parte alle "Guerre d'Italia" combattute dal re di Francia Francesco I contro l'imperatore Carlo V. Successivamente ebbe un ruolo rilevante nell'eroica difesa della Repubblica di Siena assediata dall'esercito di Carlo V. Sotto il regno di Francesco II e Carlo IX si distinse per l'implacabile ferocia nella guerra di religione contro gli Ugonotti. Nell'ultimo periodo della sua vita scrisse le memorie delle sue azioni di guerra nei Commentari.

## Il condottiero

### Battaglia della Bicocca (1522)

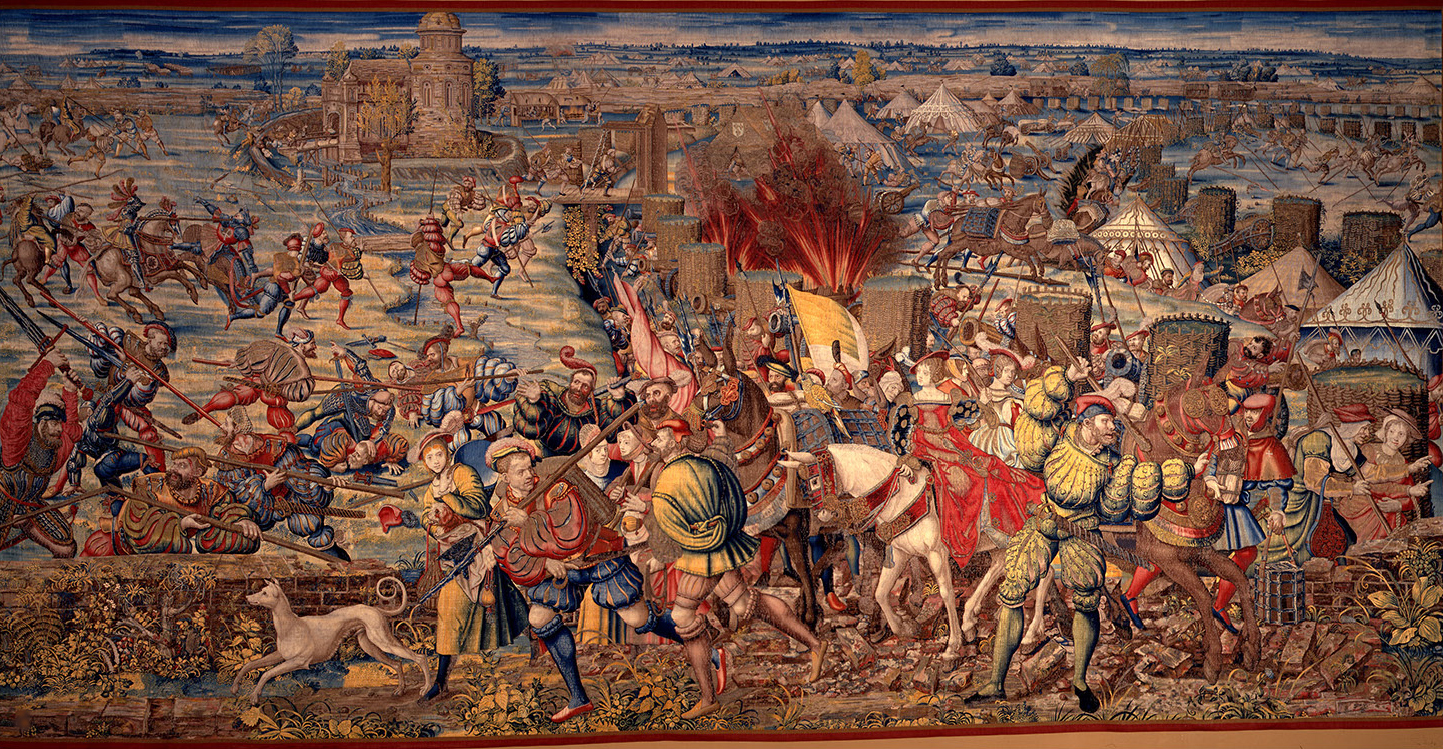
La battaglia di Pavia

Fu la prima battaglia a cui prese parte il giovane guerriero Monluc. I Francesi di Francesco I, giunti nei pressi della Bicocca (rocca situata tra Milano e Monza) con l'intento di liberarla dall'occupazione delle milizie di Prospero Colonna, condottiero italiano al comando dell'esercito imperiale di Carlo V, subirono una rovinosa sconfitta. La battaglia segnò una svolta nell'arte della guerra per il ruolo determinante esercitato dalle nuove armi da sparo usate dagli Spagnoli contro i picchieri della fanteria Svizzera assoldati dai francesi. Circa 3000 soldati caddero sotto il tiro degli archibugieri spagnoli.
Bicocca è rimasto nel linguaggio popolare italiano con l'accezione di "oggetto pagato a caro prezzo". In francese  bicoque si dice di una casa poco solida, in uno stato di quasi disaggregazione, o che non tiene sulle sue fondazioni; al contrario, in lingua spagnola bicoca assume il valore di "grande opportunità".

### Battaglia di Pavia (1525)
Il re di Francia Francesco I che dopo l'armistizio di Crepy era stato privato dei domini italiani già posseduti in Piemonte e Lombardia, scese in Italia alla guida di un poderoso esercito con l'intento di liberare il Ducato di Milano caduto sotto il controllo spagnolo: Milano, governata da Francesco Sforza gli si arrese senza opporre resistenza. Lasciata Milano il re francese si diresse più a sud, stringendo in lungo assedio la piazzaforte di Pavia, nodo strategico della viabilità Milano-Genova..

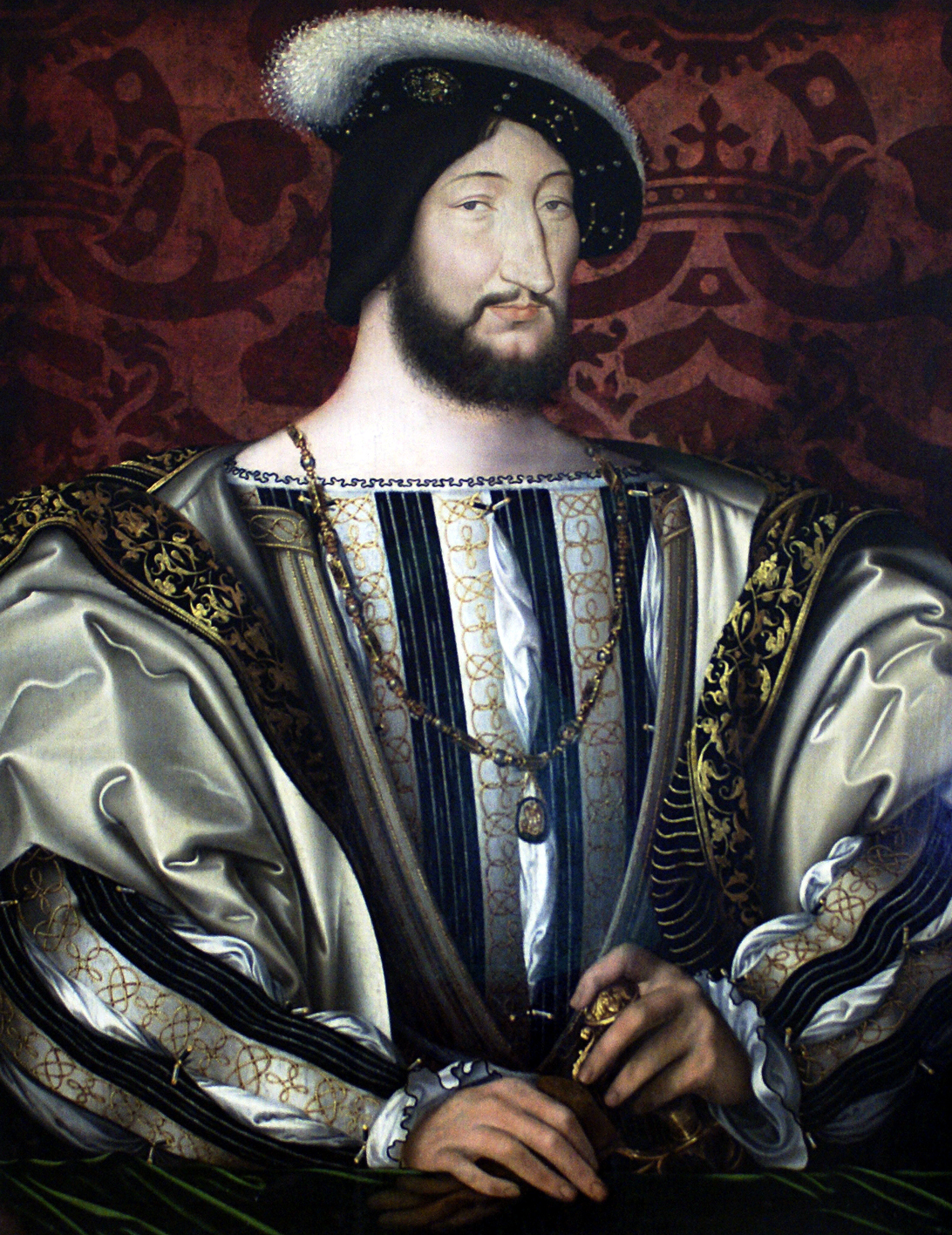
Francesco I

Non appena agli Spagnoli assediati giunsero i soccorsi portati dal viceré di Napoli Carlo di Lannoy e dal marchese di Pescara Francesco Ferrante d'Avalos, ebbe luogo lo scontro finale che portò l'esercito francese alla disfatta, decimato dal tiro degli archibugieri del d'Avalos.
Francesco I, in prima linea alla guida della prestigiosa cavalleria francese, disarcionato e ferito da un colpo d'archibugio continuò a combattere valorosamente, ma cadde prigioniero degli Spagnoli. Dalla sua prigionia, rivolgendosi alla madre Luisa di Savoia che perorava la sua liberazione, Francesco scrisse le celebri parole: « Tutto è perduto fuorché l'onore! ». Monluc che in quella battaglia si era battuto strenuamente guadagnando la stima dei suoi capi, anche lui prigioniero del nemico riuscì a liberarsi senza pagare il riscatto.

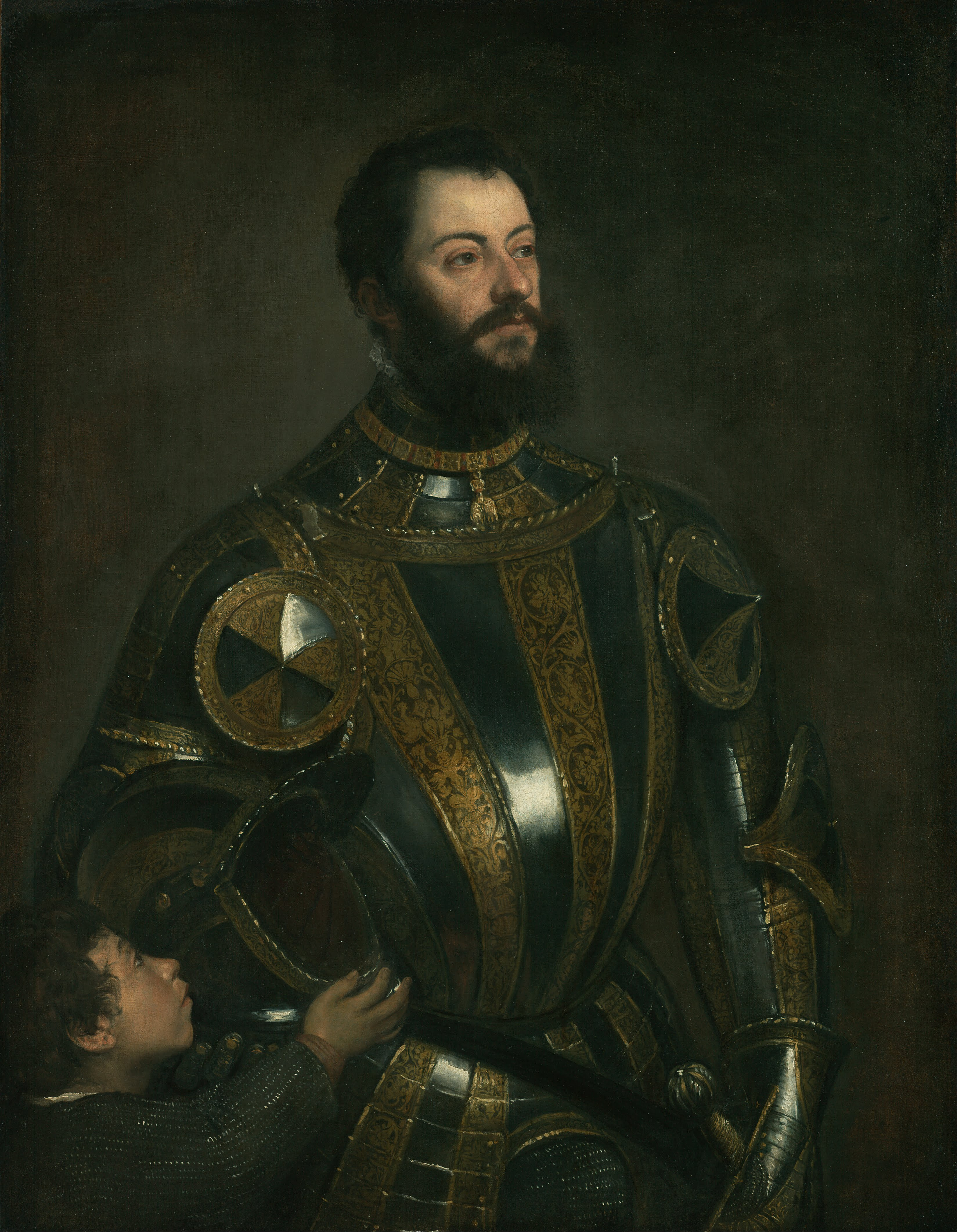
Alfonso d'Avalos in un dipinto di Tiziano

### Battaglia di Ceresole Alba (1544)
In questa battaglia si scontrarono ancora i Francesi con a capo il Conte di Enghien, contro l'esercito spagnolo condotto da Alfonso d'Avalos, marchese del Vasto. Lo scontro avvenne nelle colline di Ceresole e si risolse con la vittoria dei Francesi che inflissero al nemico gravi perdite. Secondo Monluc, però, l'inesperienza impedì al Conte di Enghien di cogliere l'occasione favorevole per infliggere al nemico il colpo decisivo e riconquistare Milano già abbandonata dalla guarnigione spagnola. Nell'inverno del 1543, le forze francesi si stanziarono nelle vicinanze di Torino sulle piazzeforti da Pinerolo a Moncalieri mentre quelle imperiali presero posizione più a nord nelle fortezze situate tra Mondovì fino ad Ivrea. La battaglia di Ceresole fu una delle poche battaglie campali con gli schieramenti contrapposti. La cavalleria imperiale effettuò la prima carica contro la prima fila dei picchieri francesi che si difesero strenuamente protetti dal fuoco dei giovani archibugieri volontari, reclutati in Francia dal Monluc. Successivamente lo sfondamento centrale sui Lanzichenecchi permise archibugieri francesi vittoriosi di portare soccorso alla cavalleria del Conte di Enghien in grave difficoltà. Monluc riferisce che nella fase finale della battaglia circa 3000 soldati nemici, circondati dai cavalieri francesi, gettarono gli armamenti a terra e furono fatti prigionieri.

### Guerra di Siena (1554-1559)

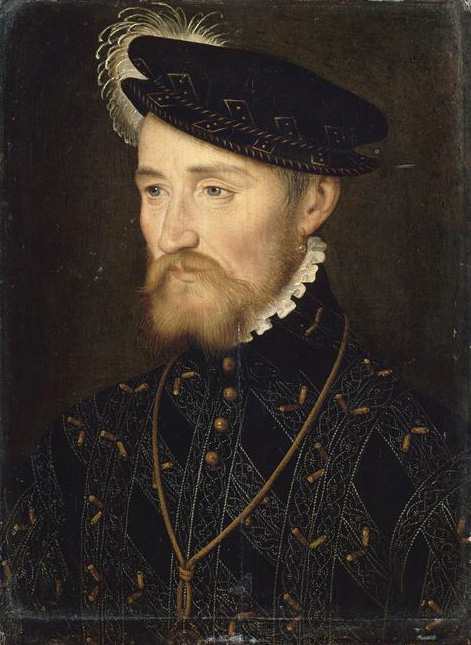
Francesco di Lorena, Duca di Guiasa

Fu la più lunga e ultima delle numerose Guerre d'Italia combattute tra il re di Francia Enrico II e l'imperatore Carlo V. Agli inizi del mese di giugno 1554, le milizie franco-senesi condotte dal generale Piero Strozzi, incalzate da quelle ispano-medicee del Marignano, furono costrette a ritirarsi entro le Mura di Siena e sottoposte ad un lungo assedio. Il 17 luglio 1554, lasciando a Siena un nucleo di sicurezza al comando del capitano Biagio di Monluc, lo Strozzi con una mossa a sorpresa, determinata dalla necessità di rifornire di viveri la popolazione, uscì da Siena col grosso delle sue forze dirigendosi verso le colline della Val di Chiana ricca di granaglie già stoccate nei magazzini. Ma inseguito dal Marignano subì la rotta di Scannagallo 2 agosto 1554. Quindi Marignano con le milizie vincitrici tornò a ricongiungersi con le altre già rimaste occupate nell'assedio. Per i senesi iniziò il triste periodo della resistenza. Il lungo assedio della città fu una delle pagine più gloriose della carriera del Monluc che malato e senza soccorsi seppe tener testa agli spagnoli. Siena fu costretta ad arrendersi ed il 21 aprile 1555, 2000 soldati fra spagnoli e lanzichenecchi al comando del conte Mario Sforza di Santa Fiora, fecero il loro ingresso in città.

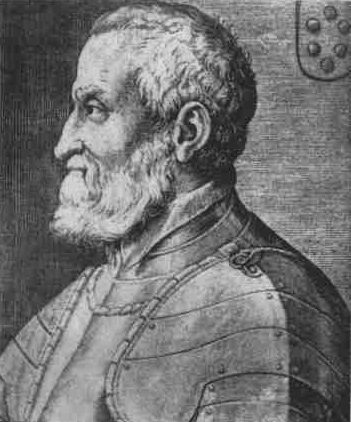
Marignano, condottiero Ispano-Mediceo

Le vicende dolorose del lungo assedio vissute dal Monluc accrebbero la sua esperienza di Uomo d'arme partecipe anche al dramma personale per la perdita di due figli caduti in difesa della popolazione affamata. Biagio di Monluc con la sua guarnigione uscì dalla città con l'onore delle armi ed nel ricordo del drammatico evento così scrisse nei suoi Commentari:
Al suo ritorno in Francia, nonostante la sconfitta, Monluc fu accolto con trionfo da Enrico II ed insignito con l'onorifienza dell'Ordine di San Michele: ritornato alla vita militare seguì la spedizione in Italia del duca di Guisa nel vano tentativo di riprendere la città di Napoli agli Spagnoli. Nuovamente in Italia, promosso Mestre de Camp (Colonnello). Monluc ebbe come incarico la missione di difendere gli esiliati senesi in Montalcino. Poco dopo il duca di Guisa fu richiamato in Francia per fronteggiare l'offensiva del re di Spagna Filippo II, già in atto nel territorio francese della Piccardia. Piero Strozzi ed il Monluc, al seguito dell'esercito francese in ritirata lasciarono al suo destino l'effimera Repubblica di Siena riparata in Montalcino che, non sconfitta, venne ceduta a Cosimo de' Medici nel 1559 in base al Trattato di Cateau-Cambrésis. Nel mese di giugno del 1558 entrambi i comandanti parteciparono con il Guisa all'assedio di Thionville dove lo Strozzi perse la vita.

### Guerre di religione (1562-1570)

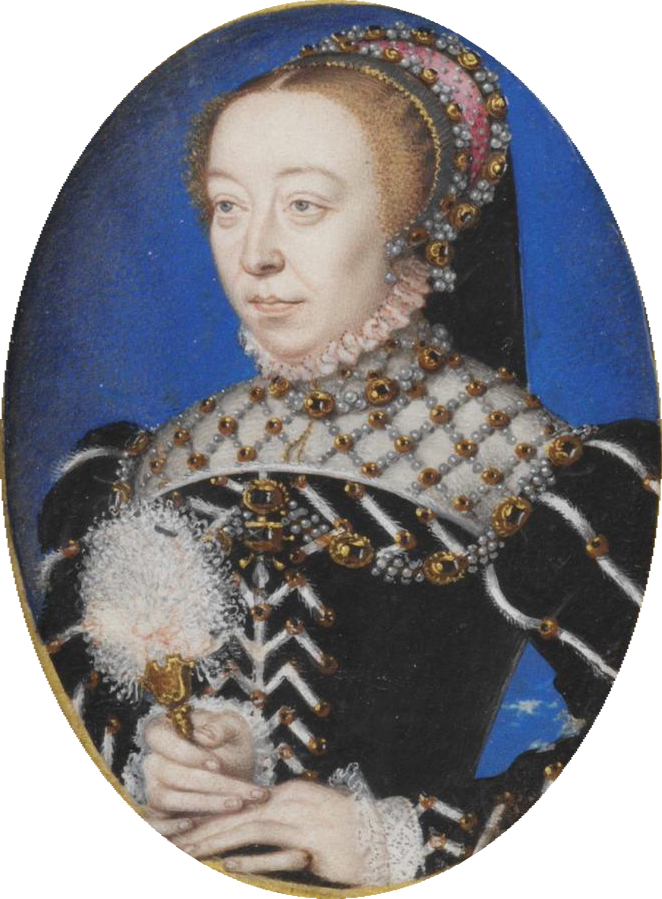
Caterina de' Medici, Regina di Francia

Nel periodo successivo alla morte di Enrico II di Francia (10 luglio 1559), il nuovo re Francesco II, gravemente malato, lasciò governare il duca di Guisa fino alla morte (dicembre 1560). Dopo la morte di Francesco II venne incoronato il fratello, Carlo IX, sotto la reggenza della madre Caterina de' Medici. Caterina si trovò subito in contrasto con la dinastia dei Guisa: alla rivalità del potere di governo si aggiungeva, fra le due famiglie imparentate, la discordia per l'appartenenza religiosa. I Guisa giudicavano la reggente troppo tollerante verso i protestanti Ugonotti. Nella primavera del 1562, Carlo IX inviò Monluc in Guienna con l'ordine di reprimere i primi conflitti religiosi e di riportare all'obbedienza Tolosa e Bordeaux. Agli inizi del suo mandato Monluc si mostrò conciliante, più favorevole a calmare gli animi piuttosto che a reprimere coloro che, Ugonotti o Cattolici, si erano lasciati andare a comportamenti violenti; ma ben presto si schierò apertamente a favore del partito cattolico sostenuto da Carlo IX e si distinse per limplacabile ferocia con cui perseguitò gli Ugonotti. Agli inizi degli scontri in Guienna, Monluc ebbe subito vittoria contro il signore di Duras nei combattimenti avvenuti presso Targon e Vergt.

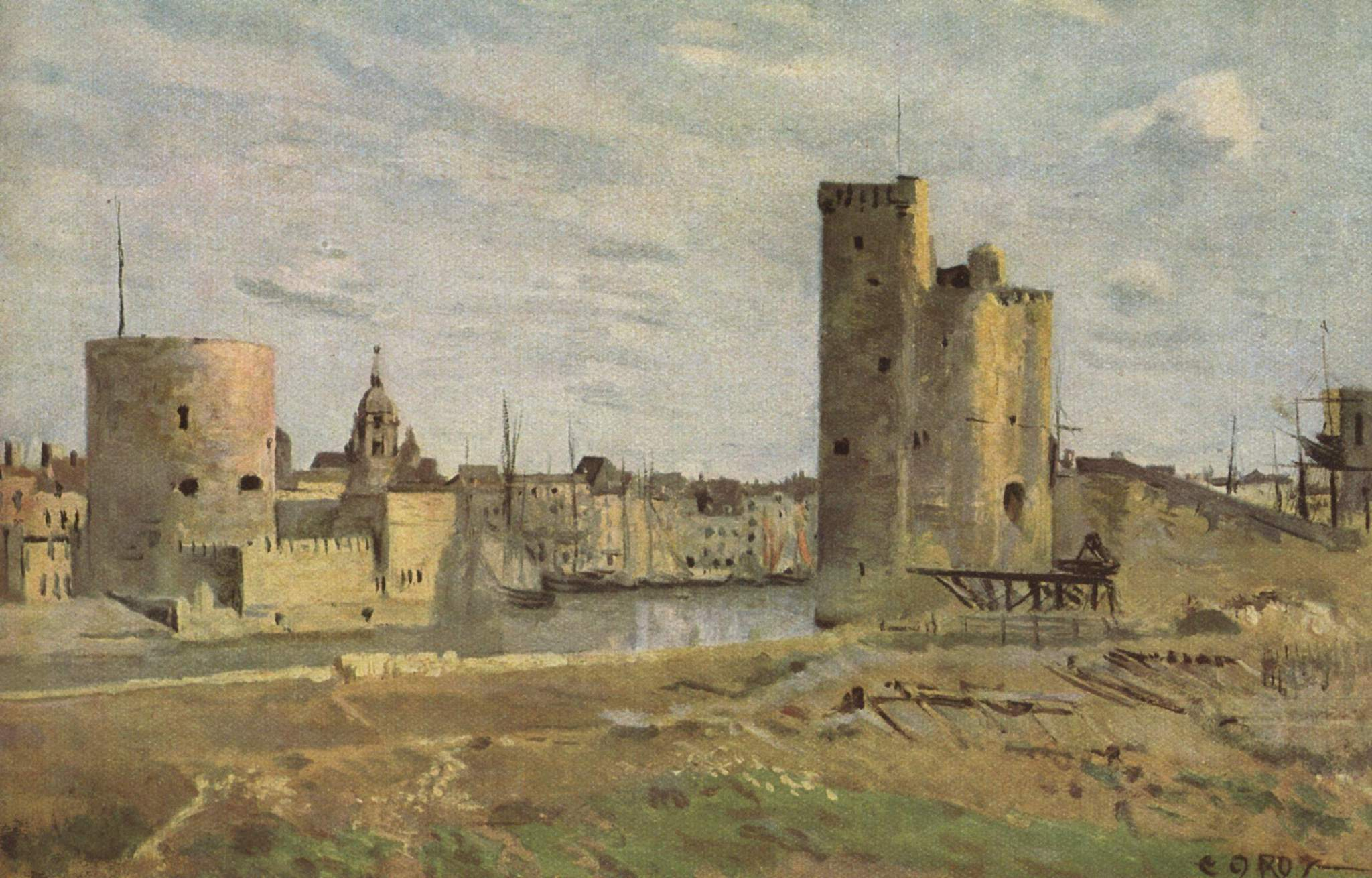
La Rochelle

Nel 1565 in occasione del viaggio attraverso la Francia intrapreso da Carlo IX con la reggente Caterina, Monluc fu nominato Luogotenente generale della Guienna e Vice Ammiraglio della Provincia, ricevendo in feudo il Castello di Monluc da cui appunto, Blaise de Lasseran-Messancome prende il nome con il quale è più comunemente conosciuto. Nel 1567, nella Guienne ripresero aspri tumulti che dettero origine ad un'altra guerra di religione. Avendo ricevuto l'ordine di riprendere La Rochelle, Monluc dopo aver conquistato l'isola di Ré riuscì ad infliggere una dura sconfitta a Montgomery, capo delle milizie protestanti, che si era impossessato della fortezza di Béarn in Navarra. Successivamente nel settembre del 1569, Monluc marciò su Mont-de-Marsan, piazzaforte protestante davanti alla quale i cattolici furono spesso soccombenti. Egli impadronitosi della fortezza ordinò il massacro di tutta la guarnigione; poco dopo, nel giugno 1570 mentre stava dando l'assalto al maschio di Rabastens venne ferito al naso ed alle guance da un colpo d'archibugio. La terribile ferita non più guaribile lo costringerà a coprire il suo volto mutilato con una maschera di cuoio, mettendo fine alle sue imprese militari. La successiva Pace di Saint-Germain (8 agosto 1570), stipulata tra il re Carlo IX e il capo degli Ugonotti Gaspard II di Coligny, che sanciva la libertà religiosa degli Ugonotti e garantiva il loro insediamento nella piazzaforte La Rochelle, sembrò porre fine al sanguinoso conflitto. Nel 1574, il nuovo re di Francia Enrico III, ultimo rappresentante della dinastia Valois, insignì Monluc con il titolo di Maresciallo di Francia.

## Lo scrittore

### Analisi del contenuto

François Debois, Il massacro di San Bartolomeo

Biagio di Monluc dal 1570 al 1577, a causa della ferita riportata in combattimento dovette rimanere lontano dal servizio militare e probabilmente, aiutato dal fratello Jean de Montluc, vescovo di Valence, scrisse i Commentari: quest'opera racconta la sua vita di soldato spesa al servizio di quattro re di Francia: molto interessante per la descrizione particolareggiata dei preparativi di guerra e dei combattimenti nella cronologia delle battaglie sostenute. La descrizione dell'autore ricca di riflessioni e consigli, riporta riferimenti precisi di strategia che costituiscono un interessante repertorio di tecnica del combattimento e di conoscenza degli armamenti del XVI secolo. La narrazione inizia con la descrizione delle Guerre d'Italia, quindi si sofferma lungamente nella sua eroica difesa della città di Siena, alla quale Monluc deve la sua fama. L'ultimo decennio della sua attività di condottiero coincide con le alterne fasi delle Guerre di Religione che ebbero luogo nelle città protestanti situate nel sud-ovest della Francia: conflitto sociopolitico che dette luogo a crudeli massacri, perpetrati dai cattolici a danno degli Ugonotti. Nella prefazione, dedicata ai capitani di fanteria, Monluc rivela i motivi che determinarono la redazione dei Commentari: istruire gli ufficiali di rango sulle tecniche dell'arte militare e far conoscere il suo cursus honorum per dimostrare come anche un gentiluomo nato povero possa arrivare alla nomina di Luogotenente generale ed infine di Maresciallo di Francia. A questo proposito egli afferma:
 Con orgoglio riporta spesso l'esempio glorioso degli eroi del passato che hanno lasciato un segno nella storia come Cesare e Marco Aurelio o letterari come gli eroi del ciclo bretone come Amadigi di Gaula o Lancillotto; egli ricorda con frequenza i valori occorrenti ad un soldato per ottenere un brillante risultato:
- Qualità morali nella vita quotidiana, eliminando il vino ed il gioco; coltivare un buon rapporto con il denaro. Il combattente dovrà essere generoso nel rapporto umano; non combattere da mercenario, ma soltanto in favore del suo Re e del suo Dio.[15]
- Il soldato deve essere obbediente, leale e coraggioso a tutta prova: Un buon Guascone.

- Il comandante deve essere implacabile per strategia e non per natura:[13]

 Interessato alla politica come consigliere del re, per dimostrare fedeltà alla fazione cattolica, egli arrivò ad apprezzare la strage della notte di San Bartolomeo (23 agosto 1572), alla quale non aveva potuto partecipare.

### Analisi critica
Per tutto il Cinquecento i Commentari apprezzati da un pubblico non soltanto aristocratico furono definiti dal re di Francia Enrico IV Bibbia del soldato. In realtà l'opera riflette l'ambiguità dell'aristocrazia cinquecentesca. Monluc ammette di essere stato costretto ad arruolarsi, suo malgrado in fanteria, mentre avrebbe desiderato l'arruolamento in cavalleria, in un momento in cui la nobiltà del Paese considerava degno di sé soltanto il combattimento a cavallo, non accorgendosi della nuova realtà guerresca che con l'invenzione delle armi da fuoco, rendeva superato l'utilizzo preponderante della gloriosa cavalleria. Verso la fine dell'opera, l'autore afferma:
 Eppure Monluc, proprio grazie alla fanteria aveva potuto schierare nella battaglia vinta a Ceresole un buon nerbo di archibugieri, relegando l'orgogliosa Gendarmerie ad un ruolo secondario. Ormai per continuare a svolgere la loro storica funzione, anche i nobili dovevano adattarsi alla mutata fisionomia tecnica e sociale delle istituzioni militari. Ciò comportava impratichirsi nell'uso delle armi dei plebei, saper trattare con essi, guidarli a battersi al loro fianco.

### Fonti primarie
- Paul Courteault, Un cadet de Gascogne au XVIe siècle: Blaise de Monluc, Paris, Pléiade, 1964  [1909].
- Jean-Charles Sournia, Blaise de Monluc, soldat et écrivan (1500-1577), Paris, Fayard, 1981.
- Charles Oman, A History of the Art of War in the Sixteenth Century, London, Methuen, 1937.

### Fonti secondarie
- Pietro Verri, Storia di Milano, vol. 2, Milano, 1798.
- Spinello Benci, Storia di Montepulciano, Montepulciano, Alessi, 1892-96,  p. 312.
- Giorgio Spini, Disegno storico della Civiltà Italiana, vol. 2, Roma, Cremonese, 1960,  p. 471.
- Francesco Palmerini, Un paese toscano Foiano della Chiana, Pisa, Giardini, 1964,  p. 240.
- Federico Valacchi, Siena, La Fenice, 1994, ISBN 88-8017-008-2.
- Federico Seneca, Il Cinquecento: La nascita del mondo moderno, in La Storia, vol. 7, A. Mondadori, 2007,  p. 831.